# ديفيد ولس
ديفيد ولس هو لاعب بوكر ولاعب كرة قاعدة وسياسي أمريكي، ولد في 20 مايو 1963 في توررانسي في الولايات المتحدة. انتخب ممثل الجمعية البرلمانية لمجلس أوروبا ‏ لترشحه ضمن قائمة كندا، (22 يناير 2018 – ) وانتخب نائب عن الجمعية البرلمانية لمجلس أوروبا ‏ لترشحه ضمن قائمة كندا، (18 أبريل 2016 – 21 يناير 2018).

## وصلات خارجية
- ديفيد ولس على موقع دوري كرة القاعدة الرئيسي (الإنجليزية)
- ديفيد ولس على موقعبيزبول رفرنس.كوم (الدوري الرئيسي) (الإنجليزية)
- ديفيد ولس على موقعبيزبول رفرنس.كوم (الدوري الثانوي) (الإنجليزية)
- ديفيد ولس على موقع إي إس بي إن.كوم (أم.أل.بي) (الإنجليزية)
- ديفيد ولس على موقع مشجعي الرسوم البيانية (الإنجليزية)